# Real hasta la muerte: The Mixtape
Real hasta la muerte: The Mixtape è il mixtape di debutto del rapper portoricano Anuel AA, pubblicato il 29 febbraio 2016 e composto da 12 tracce.

## Tracce
1. Or Nah (Spanish Version) – 3:41
2. Soldado y profeta (Remix) – 8:32
3. Ayer – 3:22
4. Nacimos para morir – 4:28
5. Esclava (Remix) – 4:41
6. La ocasión – 5:36
7. La 69 – 4:06
8. Armao100pre andamos – 3:10
9. Coronamos – 3:19
10. Los intocables – 3:38
11. Street Poem – 5:27
12. Tú me enamoraste (Remix) – 5:09
13. Nunca sapo – 7:12